# Habrodesmus laetus
Habrodesmus laetus är en mångfotingart som beskrevs av Cook 1896. Habrodesmus laetus ingår i släktet Habrodesmus och familjen orangeridubbelfotingar. Inga underarter finns listade i Catalogue of Life.